# 伊牟田尚平
伊牟田 尚平（いむだ しょうへい）は、江戸時代末期（幕末）の薩摩藩重臣の家臣（陪々臣）。

## 生涯
天保3年（1832年）5月、薩摩藩喜入郷の領主・肝付兼善の家臣・伊牟田倉左衛門の息子として生まれた。
15歳の時に鹿児島城下に出て、島津斉彬の侍医・東郷泰玄に医学を学び、長崎で蘭学を学ぶ。安政元年（1854年）に江戸に出て、塩谷宕陰や安井息軒らに儒学を学び、大山綱良・美玉三平・高崎五六・伊地知正治らの薩摩藩士と往来し、諸藩の有志と交流し、国事を議した。安政3年（1856年）、肝付兼善が藩命で江戸に赴いた際、伊牟田が諸藩の有志と交流しているのを見て、幕府からの嫌疑を受けることを恐れ、伊牟田を帰藩させた。安政4年（1857年）に脱藩し、大坂や京都で田中河内介・桜任蔵の勤王運動に参加する。安政5年（1858年）、安政の大獄が起こると、幕府の追及を逃れて奥州に逃げ、名前を変えて医師として活動した。しかしそこでも幕吏に追われ、安政6年（1859年）6月に帰藩し、領主の命で謹慎させられる。

### ヒュースケン暗殺
安政7年（1860年）3月、桜田門外の変で大老・井伊直弼が暗殺されると、島津久光は江戸に国老関山糺を派遣して形勢を観察させた。この際、小松帯刀・大久保利通らにより伊牟田も江戸に随行することとなる。江戸では水戸藩士や清河八郎・安積五郎・山岡鉄太郎と交流を持ち、清河八郎が結成した「虎尾の会」にも名を連ねる。万延元年（1860年）12月にはアメリカ公使館員のヘンリー・ヒュースケンを暗殺した。
その後幕府の警戒が強まり、文久元年（1861年）5月、清河と共に江戸を出て、川越の西川敬輔（練造）の元に潜伏。その後更に水戸へ赴き、住谷寅之介の元に潜伏。水戸では、水戸藩士・薩摩藩士で蹶起して京に入り、朝命を奉ることを決議する。また、老中・安藤信正が塙忠宝に廃帝の故事を調査させ、和宮親子内親王の降嫁を図っているとの情報を得て、義挙のため11月に京都に赴く。京都で田中河内介を訪ね、九州の志士を集め、関東の志士と共に蹶起して討幕・攘夷を行うことを決め、清河や安積と共に肥後へ入り、松村大成・平野国臣・真木和泉らと義挙を計画する。
文久2年（1862年）1月、平野と共に薩摩へ戻り、島津久光に「尊攘英断録」を呈した。また、福岡藩主で久光の大叔父である黒田斉溥が久光の義挙を止めようとしていることを聞き、平野と共に播磨国大蔵谷に赴いて斉溥を説得しようとするが、斉溥は伊牟田の行動を過激であるとして薩摩へ連れ帰り、喜界島に流罪に処された。
元治元年（1864年）3月、罪を赦免されて種子島に移る。その後、召喚されて京都に入り、西郷隆盛の元に寓する。

### 江戸薩摩藩邸の焼討事件
慶応3年（1867年）10月、薩土討幕の密約に基づき、土佐藩士・乾退助の庇護下にあった中村勇吉、相楽総三ら勤王派浪士の身柄が、江戸の薩摩藩邸に移管されると、西郷隆盛らは江戸幕府を挑発し、武力討幕に結び付ける目的で、御用盗と呼ばれる軍団を組織した。彼らを使って商家への強盗や江戸市中で江戸城二の丸に放火するなどの破壊工作を計画。益満休之助、伊牟田を江戸に派遣した。中村半次郎（桐野利秋）が遺した『京在日記』には慶応3年（1867年）10月3日に「益満休之助ほかに弓田正平（伊牟田尚平）、今日より江戸に差し立てられ候事、もっとも彼の表において義挙のつもり」と記されている。
慶応3年（1867年）10月14日、幕府が大政奉還を行ったため、吉井友実は益満と伊牟田に工作の一時中止を書状で指示している。しかしながら、集めた浪人たちを抑えることができず、御用盗は江戸市中で強盗などを行い、江戸の住民は無関係な辻斬りや便乗した強盗なども薩摩御用盗の仕業と噂しあうようになった。このため、老中・稲葉正邦、勘定奉行・小栗忠順が薩摩藩邸にたむろしていた御用盗の引き渡しを要求するが、薩摩藩がこれを拒否したため、12月25日、江戸薩摩藩邸の焼討事件が起きることになる。この時に益満は捕縛されたが、伊牟田と相楽は逃れている。
この後、相楽総三は赤報隊を組織するが新政府によって偽官軍として捕縛され処刑されることになる。結果として間に合わなかったものの、伊牟田は相楽の救出のために、京都から下諏訪へ向かったことが史料に残っている。

### 最期
『京都府史料刑賞之部』の史料によれば、慶応4年（1868年）6月15日、上田修理（務）と共に近江長浜の篤志家の豪商、今津屋弥十郎の家に強盗に入る。裁判記録によれば、伊牟田らは主人の耳を引きちぎって3,996両を強奪（この怪我で弥十郎は後に死亡）、また発砲により一人を殺害する。翌明治2年（1869年）7月に「名字帯刀取り上げの上、梟首」の判決を受け、京都三条粟田口に晒し首となった。
生誕地である鹿児島市喜入の地元有志によって、大正12年（1923年）8月に「伊牟田尚平の誕生地記念碑」が建立された。この記念碑には、京都や大津の辻斬り強盗が伊牟田の部下であるとされ、責任を負う形で明治元年（1868年）に京都二本松の薩摩藩邸にて自刃したと書かれている。

## 演じた人物
- 『新選組!』 - 中村まこと
- 『清川八郎』 - 八幡順一郎
- 『いちげき』 - 杉本哲太